# يعقوب علي كندي
يعقوب علي كندي هي قرية في مقاطعة ماكو، إيران. يقدر عدد سكانها بـ 416 نسمة بحسب إحصاء 2016.